# Pteraspidomorfo
A classe dos Pteraspidomorfos é um grupo extinto de peixes agnatas. Os fósseis mostram que esses animais possuíam um exoesqueleto em volta do corpo deixando apenas a cauda de fora.
Algumas espécies podem ter vivido em água doce, mas dominaram o mar há cerca de 550 milhões de anos. Apesar da carapaça óssea seu esqueleto não era ossificado. Eram pequenos, lentos e possuíam comprimento em torno de 30 centímetros.
Os vestígios estudados foram agrupados em cinco subclasses: Arandaspida, Astraspida, Eriptychiida, Heterostraci e Thelodonti.
Assim como as lampreias e mixinas, tinham boca circular, evidenciando que, para se alimentarem, eles sugavam partículas em suspensão. Também não possuíam barbatanas pares. Seus predadores eram os moluscos e as medusas, além do Pterygotus com seu grande tamanho.